# Anela
Anela (sardisk: Anèla) er en by og en kommune (comune) i provinsen Sassari i regionen Sardinien i Italien. Byen ligger i 446 meters højde og har 645 indbyggere (2016). Kommunen har et areal på 36,89 km² og grænser til kommunerne Bono, Bultei og Nughedu San Nicolò.